# BeFour
beFour fue una banda musical de pop y bubblegum dance, fundada en Colonia, Alemania. Los miembros fueron seleccionados en el programa de televisión beFour: Das Star-Tagebuch ("The Star Diary"), que se transmitió diariamente a las 14:20 horas durante tres meses. El primer sencillo fue «Magic Melody», una versión de la canción «Around the World» de A Touch of Class (ATC), que a su vez es una versión de la canción Pesenka, originalmente cantada por el grupo ruso Ruki Vverh! de 1998. El sencillo «No Limit» es una versión de la canción de 2 Unlimited.

## Miembros del grupo
El grupo estaba compuesto por los siguientes integrantes:
- Manou (18 de febrero de 1984 en Wil, Aargau, Suiza) que tuvo su primera experiencia en el escenario cuando tenía 18 años en Nueva York, estudió danza, actuación y música.[3]
- Alina (2 de noviembre de 1984 en Alemania) tomó clases de piano desde los 6 años y es una actriz en formación.[4]
- Dan (17 de diciembre de 1987 en Berlín, Alemania) es un actor, pero antes de unirse a beFour era un atleta.[5]
- Angel (21 de febrero de 1982 en Alemania) es bailarín y banquero. Tuvo varias apariciones en vídeos musicales, como por ejemplo el de Jessica Wahls (conocido por el nombre de No Angels) - "Du bist wie Ich" ("You are Like Me").[6]

## Discografía

### Álbumes
| Año  | Título                          | Posición en listas | Posición en listas | Posición en listas | Comentarios                                                          |
| Año  | Título                          | ALE                | AUT                | SUI                | Comentarios                                                          |
| ---- | ------------------------------- | ------------------ | ------------------ | ------------------ | -------------------------------------------------------------------- |
| 2007 | All 4 One                       | 1                  | 2                  | 1                  | Fecha de lanzamiento: 13 de julio de 2007 Ventas: +200,000 (Platino) |
| 2007 | Hand In Hand (The Winter Album) | 10                 | 3                  | 13                 | Fecha de lanzamiento: 16 de noviembre de 2007 Ventas: +100,000 (Oro) |
| 2008 | We Stand United                 | 10                 | 4                  | 10                 | Fecha de lanzamiento: 18 de abril de 2008 Ventas: +100.000 (Oro)     |
| 2009 | Friends 4 Ever                  | 7                  | 6                  | 9                  | Fecha de lanzamiento: 6 de febrero de 2009 Ventas:                   |

### Sencillos
| Año  | Título                                       | Chart posición | Chart posición | Chart posición | Chart posición | Comentarios                                    |
| Año  | Título                                       | ALE            | AUT            | SUI            | EUR            | Comentarios                                    |
| ---- | -------------------------------------------- | -------------- | -------------- | -------------- | -------------- | ---------------------------------------------- |
| 2007 | Magic Melody All 4 One                       | 16             | 11             | 14             | 49             | Fecha de lanzamiento: 14 de junio de 2007      |
| 2007 | How Do You Do? / All 4 One All 4 One         | 12             | 5              | 11             | 30             | Fecha de lanzamiento: 10 de agosto de 2007     |
| 2007 | Little, Little Love All 4 One                | 27             | 30             | 27             | 176            | Fecha de lanzamiento: 14 de septiembre de 2007 |
| 2007 | Hand In Hand Hand in Hand (The Winter Album) | 27             | 8              | 73             | 152            | Fecha de lanzamiento: 9 de noviembre de 2007   |
| 2008 | Live Your Dream We Stand United              | 16             | 17             | 29             | -              | Fecha de lanzamiento: 14 de marzo de 2008      |
| 2009 | No Limit Friends 4 Ever                      | 21             | 13             | 29             | 72             | Fecha de lanzamiento: 16 de enero de 2009      |
| 2009 | Ding-A-Dong Friends 4 Ever                   | 61             | -              | -              | -              | Fecha de lanzamiento: 17 de abril de 2009      |

## DVD
- beFour: der Film! (Fecha de lanzamiento: 28 de septiembre de 2007)[12]

## Premios
- Platino - All 4 One[8]
- Oro - Hand In Hand (The Winter Album)[9]
- Oro - We Stand United[10]